# Хаммерштайн (на Рейне)
Хаммерштайн (нем. Hammerstein) — община в Германии, в земле Рейнланд-Пфальц.
Входит в состав района Нойвид. Подчиняется управлению Бад Хённинген. Население составляет 351 человек (на 31 декабря 2010 года). Занимает площадь 7,20 км².
Коммуна подразделяется на 2 сельских округа.

## Географическое положение
Коммуна находится на правом берегу Рейна между городами Бад-Хённинген и Нойвид.